# Jean-Baptiste Deschiens de Ressons
Jean-Baptiste Deschiens de Ressons est un militaire français, membre de l'Académie royale des sciences, né à Châlons en Champagne le 24 juin 1660, et mort à Paris le 31 janvier 1735 .

## Biographie
Il est le fils de Pierre Deschien, secrétaire du roi, et de Marie Mauriset.
Son père, fort riche, le destinait à des emplois qui permettent de conserver cette richesse. Mais, fâché avec lui, à 17 ans, il a préféré se dérober pour mener une vie d'aventures et entrer dans les Mousquetaires Noirs, mais en fut tirer par force, puis s'évada de nouveau de chez son père pour devenir lieutenant au Régiment de Champagne d'où il fut encore arraché. 
En 1683, cherchant à retirer le plus loin possible de son père, à l'âge de vingt trois ans, il est volontaire à brevet de la Marine à Toulon. Il participe aux bombardements de Nice, Alger, Gênes, Tripoli, Rofes, Palamos, Barcelone, Alicante.
Sept ans plus tard, en 1690, il est directeur de l'artillerie de Brest et en 1692, il commande une galiote à bombes dans l'escadre de l'amiral d'Estrées. En 1693, après dix ans de guerre, il est élèvé au grade de capitaine de vaisseau. Les vingt cinq corrections qu'il apporte à la technique de l'artillerie de marine le font connaître au Duc du Maine, Grand maître de l'artillerie, qui le tire de la Marine et crée pour lui en 1704 un dixième poste de lieutenant général (i.e. général d'état major) de l'Artillerie sur terre qu'il exerce durant la campagne de la guerre de Sept Ans. 
Pendant les temps de paix, il avait aménagé un beau jardin dans son château de Maison-Blanche, à Gagny, qu'il a acquis en 1707. Il y ajoute des terres de Chelles, Gagny, Le Chesnay, Clichy et Montfermeil, mais vend le château au duc d'Orléans en 1710. 
Retraité sur son domaine, il se fait agronome, biologiste amateur et chimiste autodidacte. 
Il est reçu le 12 février 1716 à l'Académie royale des sciences en qualité d'associé libre surnuméraire, associé libre, le 20 avril 1718. 
Il produit une Méthode pour tirer les bombes, un traité sur la qualité des poudres, un traité sur la production de salpêtre à partir des plantes, un autre sur la prévention de la mousse ou lèpre des arbres, une encyclopédie des poudres et des salpêtres. 
La veuve de Ressons, Anne Catherine Berrier de la Ferrière, qui se faisait appeler marquise, racheta en 1738, trois ans après la mort de son mari, la seigneurie du Perreux que sa belle-sœur avait vendue en 1734 à la maréchale d'Alègre. Elle et ses deux enfants durent à leur tour la revendre en 1760 au secrétaire aux Finances du Roi, Robert Milin avec la seigneurie du Perreux.

## Famille
- Pierre Deschien de Valcour, secrétaire du roi, marié à Marie Moricet,
  - Jean-Baptiste Deschiens de Ressons, marié vers 1697 avec Anne Catherine Berrier, fille de Jean-Baptiste Berrier de la Ferrière, doyen des doyens des maîtres des requêtes, et de Marie Potier de Novion dont il a deux enfants.
  - Antoine-Arthur Deschiens de Luzy
  - Charles Deschiens de la Neuville (1667-Paris, le 7 mars 1737), chevalier, seigneur d'Esclayon, Mouligné..., maître des requêtes ordinaire puis honoraire de l'hôtel du roi, président à mortier en la cour du parlement, comptes, aides et finances de Navarre, intendant de Béarn, puis en Roussillon, enfin intendant de Franche-Comté entre 1718 et 1734. Intendant des ordres du roi par démission de son oncle, François Moricet de la Cour, par lettres du 30 octobre 1709. Il a épousé Jeanne des Bordes (morte le 8 décembre 1718)[7] :
    - Marie Deschiens, mariée le 12 février 1720, à Louis Marie de Sainte-Maure, marquis de Chaux et d'Archiac,
    - Marie-Anne Deschiens (1701- ), mariée en 1725 avec Jean-Baptiste, marquis de Fresnoy (1697-1747).
      - Marie-Anne Deschiens a épousé Jean-Pierre de Cormis.
      - Françoise Deschiens s'est mariée avec le receveur général des finances de Tours, André Mailly du Breuil.

## Distinctions
- Chevalier de Saint-Louis, en 1694.
- Commandeur de l'ordre de Saint-Louis.